# Nachtarbeiter – Berlin, Herbst 73
Nachtarbeiter – Berlin, Herbst 73 ist ein Dokumentarfilm des DEFA-Studios für Kurzfilme von Richard Cohn-Vossen aus dem Jahr 1974.

## Handlung
Der Film beginnt mit dem Einbruch der Dunkelheit und dem Blick über den Güterbahnhof Greifswalder Straße, das Gaswerk Dimitroffstraße mit seinen Gasometern bis in die Stadtmitte Berlins, mit dem Roten Rathaus und dem Berliner Fernsehturm. Während eine S-Bahn auf den Gleisen zwischen dem Bode-Museum und dem Pergamonmuseum hindurchfährt, sagt uns die Stimme aus dem Off, dass die Stadt in der Dämmerung einem schwach beleuchteten Aquarium ähnelt. Stunden der Muße und Entspannung sind erreicht, kostbar und ersehnt. Doch in der Stadt wird weiter gearbeitet, Licht, Gas, Brot wird produziert und auch die Transporte ruhen nicht. Tätig sind hier die, die nachts wach bleiben müssen, die Nachtarbeiter.
Der erste Nachtarbeiter ist ein Mitarbeiter der Deutschen Reichsbahn in einem Stellwerk, der telefonisch die nächsten zu erwartenden Züge gemeldet bekommt. Jetzt führt er die erforderlichen Schalthandlungen durch und beobachtet einen Zug bei seiner Vorbeifahrt am Stellwerk. Diese (sich wiederholenden) Aufgaben beschäftigen ihn, neben den Tätigkeiten am Schreibtisch, die ganze Nacht.
Das nächste Thema ist die Herstellung von Broten im Backwarenkombinat Saarbrücker Straße. Hier wird die Produktion der Brote vom Einfüllen des Mehls und sonstiger Zutaten in die Knetmaschine bis zur Einlagerung der fertigen Brote zum Transport verfolgt. Dabei werden die Kollegen, die die Maschinen und Bänder bedienen und den Ablauf der Produktion überwachen, mit der Kamera beobachtet. Doch auch für ein paar Wortwechsel untereinander ist die Zeit vorhanden.
Im Gaswerk Dimitroffstraße begrüßen sich die Kollegen der Nachtschicht und gehen an ihre Arbeitsplätze. Es ist eine schwere und schmutzige Arbeit, bei der neben Gas auch Koks hergestellt wird. Die hierfür erforderlichen Arbeitsgänge werden ausführlich gezeigt, besonders die Einfeger, die Fülldeckel verschließen und die Decke sauber halten müssen. Aber auch die anderen Arbeiter kommen nicht zu kurz. Zur Pause kommen sie wieder zusammen, spielen Karten, essen etwas und kämpfen zum Teil mit der Müdigkeit, bis es wieder weitergeht.
Die vierte Station der Nachtschichtbesuche ist die Schaltwarte eines Umspannwerkes. Die hier beschäftigten Kollegen haben mit einem Problem zu tun, welches durch das Heizkraftwerk Klingenberg ausgelöst wird. Ihre Aufgabe ist, darauf zu achten, dass es keine Unterbrechungen in der Stromversorgung der Stadt gib.
Die Kamera beobachtet zum Ende der Nacht an verschiedenen Stellen Berlins, wie sich die Werktätigen der Frühschicht auf den Weg in ihre Betriebe begeben. So werden Aufnahmen vom Tunnel am Bahnhof Berlin Storkower Straße und vom Bahnhof Berlin Ostkreuz gezeigt. Jetzt meldet sich wieder die Stimme aus dem Off, um mit poetischen Worten einen Dank an die Nachtarbeiter auszusprechen. Bis auf diese und die am Beginn gesprochenen Worte lebt der Film nur von seinen Bildern und der dazugehörigen Musik.

## Produktion
Nachtarbeiter – Berlin, Herbst 73 wurde von der Künstlerischen Arbeitsgruppe „Profil“ als Schwarzweißfilm gedreht und hatte seine Premiere am 5. Juli 1974. Dieser Film wurde als erster Teil einer Serie Berliner Miniaturen gedreht, jedoch ist eine Fortsetzung nicht aufzufinden.
Die Dramaturgie lag in den Händen von Annerose Richter.